# وینستن ئی اسکات
وینستن ئی اسکات (به انگلیسی: Winston E. Scott) فضانورد اهل کشور ایالات متحده آمریکا است که در ۶ اوت ۱۹۵۰ میلادی در میامی (فلوریدا) زاده شد. وی در مأموریت اس‌تی‌اس-۷۲، اس‌تی‌اس-۸۷ حضور داشته است.